# Panagia Kanakaria

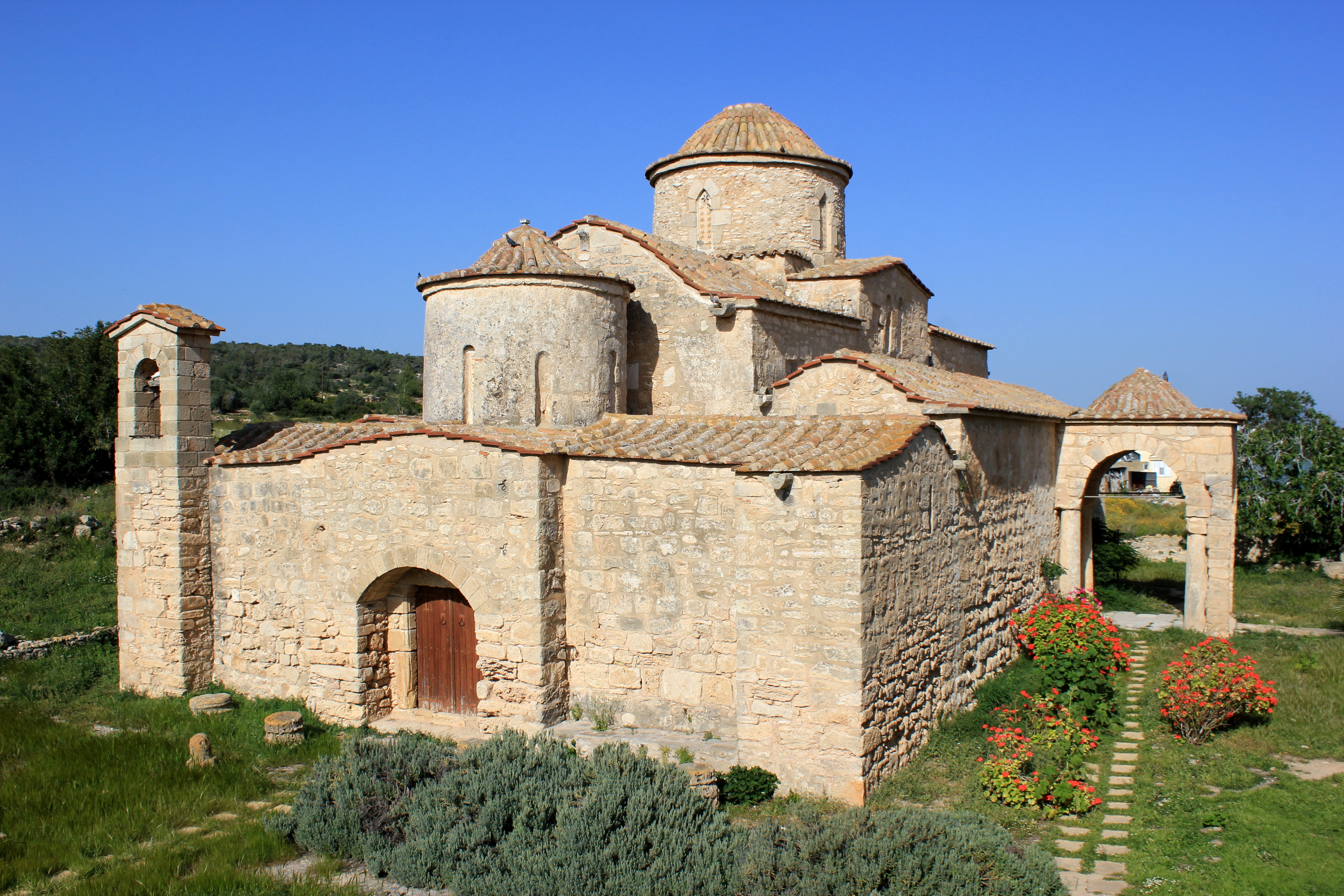
Panagia Kanakaria von Westen

Die Panagia Kanakaria (gr. Παναγία Κανακαριά) ist eine byzantinische Kirche in Lythrangomi (türk.: Boltaşlı) im Westen der Karpas-Halbinsel im Nordosten Zyperns. Bekannt ist das Bauwerk vor allem für sein frühbyzantinisches Apsismosaik, das einem Kunstraub zum Opfer fiel (vergleichbar mit dem Fall der Panagia tis Kyras, wenige Kilometer westlich).

## Baugeschichte

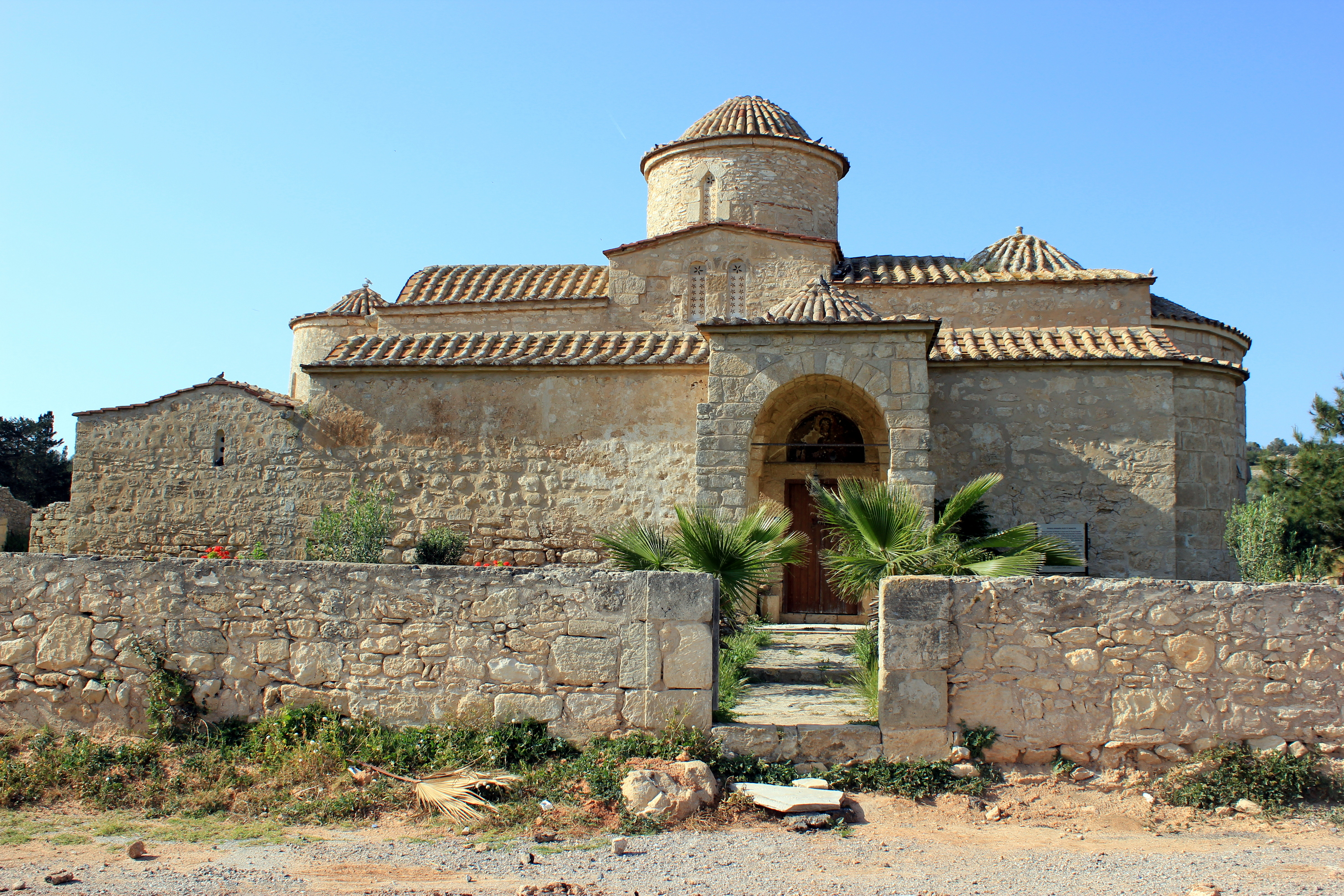
Ansicht von Süden

Die Panagia Kanakaria (Panagia die ‚Allheilige‘ ist in der griechisch-orthodoxen Liturgie eine häufige Bezeichnung der Jungfrau Maria) wurde um 500 als frühchristliche Basilika errichtet und diente als Kirchengebäude einer frühbyzantinischen Siedlung. Bei diesem ersten Bau handelte es sich um eine dreischiffige, holzgedeckte Säulenbasilika mit einem Narthex, einem am Eingang an der Westseite gelegenen Vorraum, und drei Apsiden auf der Ostseite. Das Apsismosaik entstand in den 530er-Jahren. Mitte des 7. Jahrhunderts wurde das Gebäude von muslimischen Piraten zerstört.
Nach einigen Jahrzehnten wurde die Kirche um 700 wieder aufgebaut, erhielt nun allerdings statt der Säulen gemauerte Pfeiler. Dieser zweite Bau überstand den Bilderstreit des 8. und 9. Jahrhunderts unversehrt, fiel allerdings um 1160 einem Erdbeben zum Opfer. Nur die Apsis blieb erhalten.
Wiedererrichtet wurde das Gebäude nun als Mehrkuppelkirche: Hauptschiff, Narthex und Bema (Altarraum) erhielten je eine Kuppel, zwei davon mit Tambour. Die Apsis mit ihren Mosaiken wurde nun ummantelt und somit in die neue Kirche integriert, ähnlich wie bei der Panagia tis Kyras in Livadia und der Panagia Angeloktisti in Kiti. Vermutlich entstand um diese Zeit um die Kirche herum ein Kloster. Das heute bestehende Klostergebäude stammt allerdings wahrscheinlich erst aus dem 18. Jahrhundert. Im 13. Jahrhundert wurde das südliche Seitenschiff erneuert, ein offener Vorbau vor dem Eingang kam hinzu. 1491 stürzte die Zentralkuppel durch ein weiteres Erdbeben ein und wurde um 1500 neu gemauert, auch wurden die Wände mit zahlreichen neuen Fresken verschönert, von denen jedoch heute kaum noch etwas zu erkennen ist. Der Glockenturm wurde 1888 hinzugefügt.
Nach der Vertreibung der griechischen Zyprioten infolge des Zypernkonflikts 1974 wurde die Kirche mangels Nutzung geschlossen; heute kann sie als touristische Sehenswürdigkeit nur von außen besichtigt werden.

## Apsismosaik

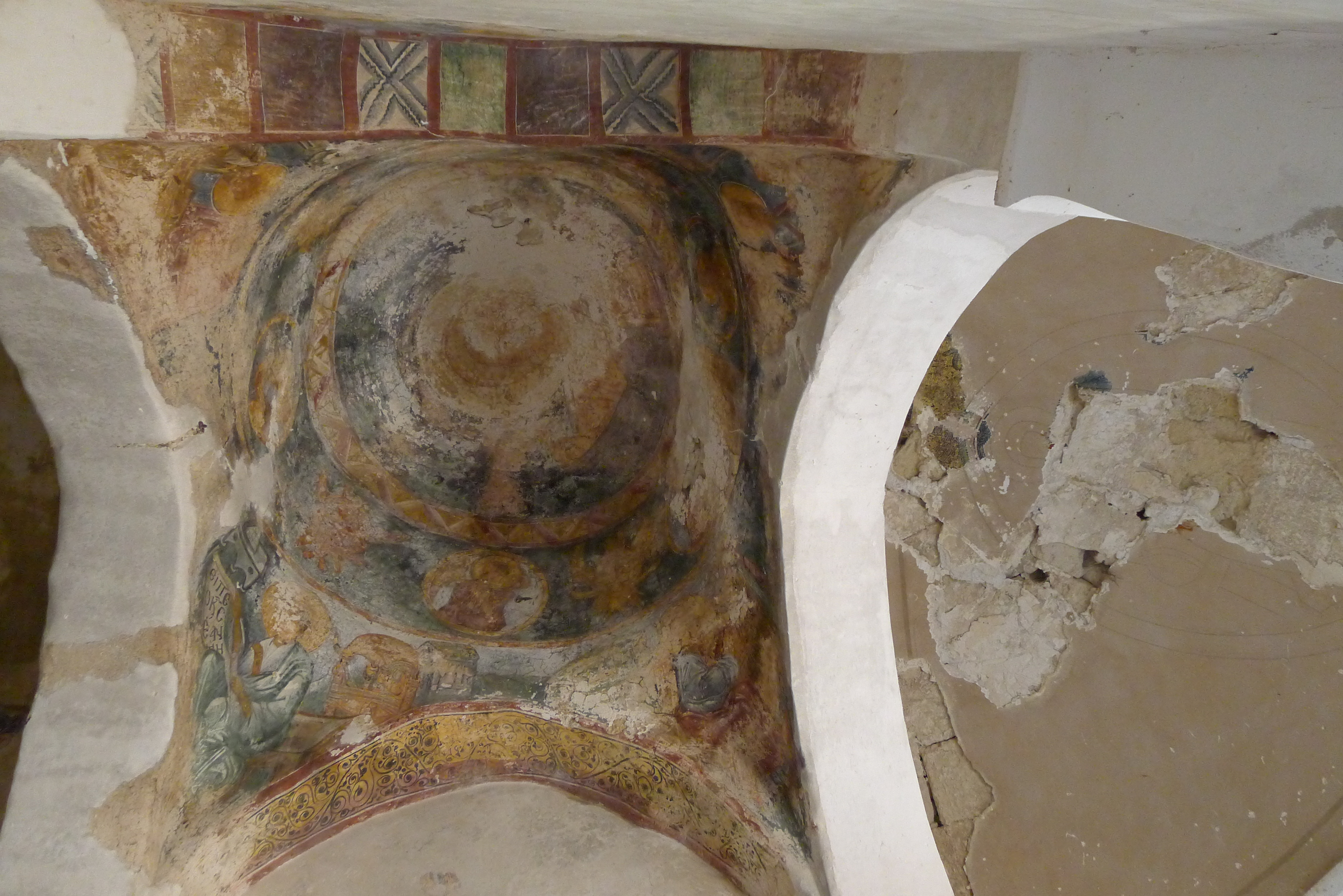
Kreuzgewölbe und Apsis der Panagia Kanakaria im Jahr 2012.

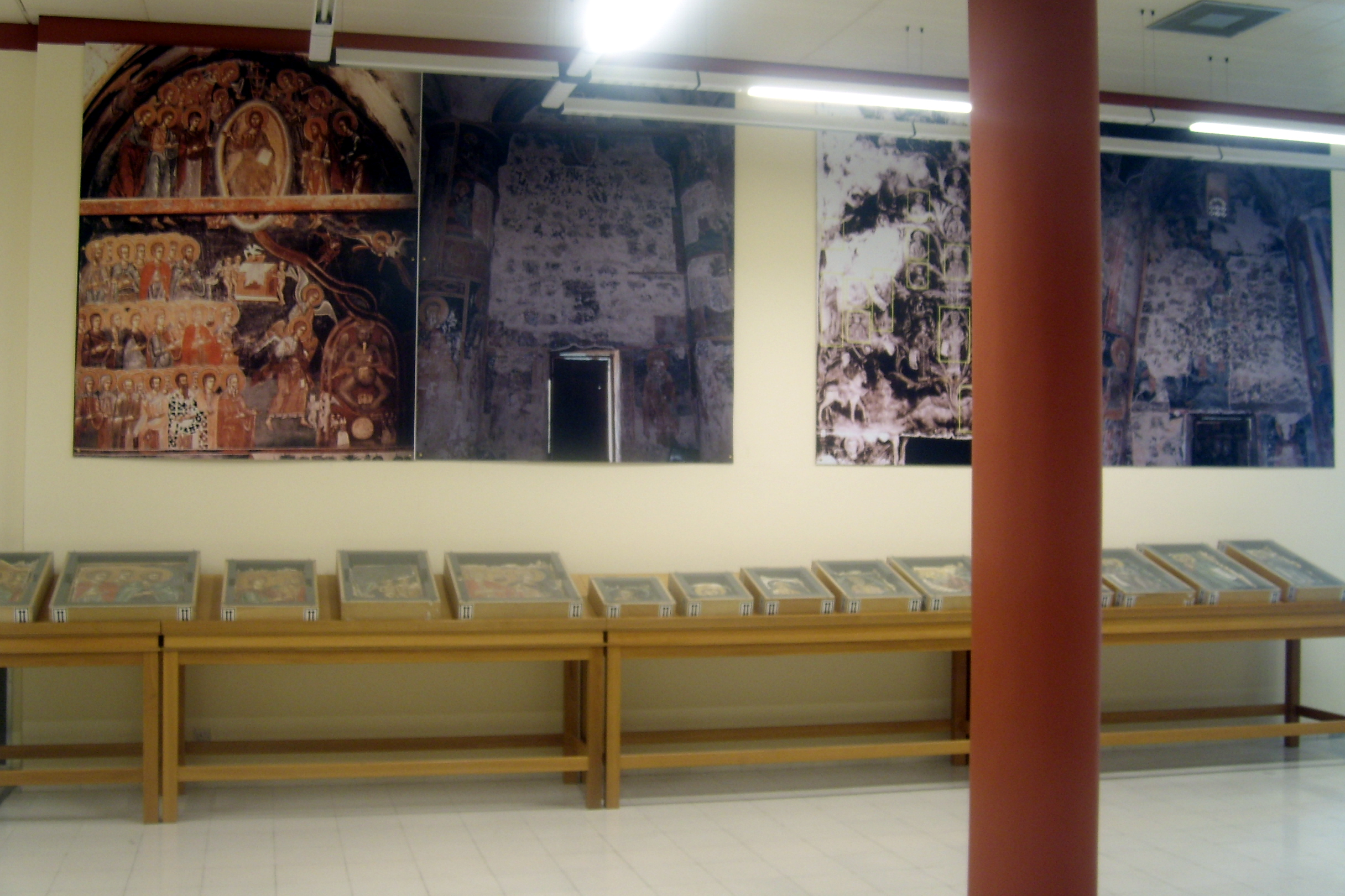
An die Republik Zypern zurückgegebene Mosaikfragmente im Ikonenmuseum in Süd-Nikosia

Das Apsismosaik entstand in den 30er-Jahren des 6. Jahrhunderts. Es zeigte im frühbyzantinischen Stil die Jungfrau Maria mit dem Jesuskind, auf einem Elfenbeinthron sitzend und mit einer Mandorla umgeben. An ihrer Seite stehen die Erzengel Michael und Gabriel. Eingerahmt wird diese Darstellung von einer mit Ornamenten verzierten Bordüre, auf die wiederum 12 Apostelmedaillons in der Apsisleibung folgen.
Aufgebaut war das aus mehr als 40 Farbtönen bestehende Mosaik aus Glastesserae in verschiedenen Farben, mit Gold- und Silberplättchen bedeckten Glaswürfeln sowie gefärbten Marmor- und Steinwürfeln.
Da den gläsernen Mosaiksteinen Heilkräfte nachgesagt wurden, lösten Pilger im Laufe der Jahrhunderte immer wieder einzelne Mosaikstückchen heraus.
Weitaus schlimmere Zerstörungen entstanden jedoch 1978/79: Kunsträuber nutzten die politisch unsicheren Verhältnisse nach der türkischen Invasion, brachen in die Kirche ein und schlugen das Mosaik nahezu vollständig aus der Wand heraus. Neben der Panagia Kanakaria waren zahlreiche weitere Kirchen betroffen. Die Objekte verschwanden für einige Jahre.
Währenddessen erfuhr die zuständige Behörde der Republik Zypern Ende 1979 indirekt über einen Touristen von dem Raub, für den sie die nordzyprische Regierung mitverantwortlich machte. 1983 kaufte die Menil Collection in Houston über einen Mittelsmann mehrere kleine Mosaikfragmente dem türkischen Münchner Kunsthändler Aydın Dikmen  ab. Da die Herkunft der Stücke leicht zu klären war, wurden die Kunstschätze, nachdem sie einige Zeit in den USA ausgestellt worden waren, ohne Angabe der Herkunft und ohne Einschalten der Polizei an die Republik Zypern weitergeleitet. Ein weitaus größerer Teil der Mosaike wurde zunächst zurückgehalten, ab 1985 versuchte Dikmen dann einen Käufer zu finden. 1988 hatte er Erfolg, für 1,2 Mio. Dollar gelangte ein wichtiger Teil des Raubgutes, vier Mosaikfragmente, an eine Kunsthändlerin aus Indiana, die sich der Hehlerware wohl nicht bewusst war und in Folge versuchte, die Stücke für 20 Millionen Dollar an das J. Paul Getty Museum in Malibu (Kalifornien) zu veräußern. Dabei wurde das Raubgut entdeckt, von der zypriotisch-orthodoxe Kirche zurückgefordert und die Kunsthändlerin gerichtlich zur Rückgabe an Zypern gezwungen. Da jedoch die Türkische Republik Nordzypern international nicht anerkannt wurde, kehrten die Fragmente nicht in die Panagia Kanakaria zurück, sondern gelangten in das Ikonenmuseum (Byzantine Museum) in Süd-Nikosia.
Obwohl sein Name bekannt war, wurden Aydın Dikmens Immobilien nicht durchsucht; er wurde allerdings wegen Steuerhinterziehung verurteilt, da er seinen Gewinn aus dem Handel nicht versteuert hatte. Erst 1997, nach Drängen von Tasoulla Hadjittofi, der zyprischen Honorarkonsulin in Den Haag, wurden die Münchner Wohnungen Dikmens durchsucht. Dabei wurden umfangreiche Kunstschätze aus verschiedenen Kirchen und Klöstern Nordzyperns entdeckt; mit einem geschätzten Wert von 70 Millionen Mark handelte es sich um einen der größten Kunstraube der vergangenen Jahrzehnte. Die Objekte wurden nach jahrelangem Rechtsstreit vor deutschen Gerichten erst Ende 2010 der Republik Zypern übergeben, wobei größere Teile des Mosaiks, darunter Teile der Marienfigur, der Mandorla, des Thrones und der Erzengel, nach wie vor fehlen und vermutlich in verschiedenen illegalen Kunstsammlungen zu finden sind. In der Kirche selbst finden sich heute vom Mosaik nur noch Randfragmente.
1991 veröffentlichte die zyprische Post eine Briefmarkenserie mit den Mosaiken der Panagia Kanakaria als Motiv.